# پیمان الکساندراپول
پیمان الکساندراپول (ارمنی: Ալեքսանդրապոլի պայմանագիր)یک معاهده صلح بین جمهوری اول ارمنستان و مجمع ملی بزرگ ترکیه بود. این پیمان جنگ ترکیه و ارمنستان را که در ۱۲ سپتامبر ۱۹۲۰ آغاز شده بود را پایان داد این سند توسط وزیر امور خارجه ارمنستان الکساندر خاتسیان در ساعات اولیه ۳ دسامبر ۱۹۲۰ امضا شد. با این حال ، روز گذشته ، دولت ارمنستان در ایروان استعفا کرده بود و قدرت را به یک دولت کمونیستی ، تحت حمایت روسیه شوروی واگذار کرده بود و بنابراین خاتسیان دیگر در هنگام امضاء سند سمتی نداشت و این معاهده از نظر فنی فاقد اعتبار بود.
شرایط این معاهده توسط ترک ها تهیه شد و ارمنیان هیچ گونه دخالتی در تنظیم آن نداشتند. ارمنستان ملزم شد کل استان قارص را به همراه منطقه سورمالو در استان ایروان به ترکیه واگذار کند. بخش بزرگی از جنوب استان ایروان نیز باید به آذربایجان واگذار می شد
پیمان الکساندراپول مرز نخستین جمهوری ارمنستان را به مرز اردهان-قارص تغییر داد و بیش از نیمی از اراضی جمهوری اول ارمنستان را به مجلس ملی بزرگ ترکیه واگذار کرد. در بند دهم این توافقنامه آمده بود که ارمنستان از امتیازات معاهده سور صرفنظر کرده است.
قرار بود پیمان الکساندراپول ظرف یک ماه به تصویب پارلمان ارمنستان برسد.پس از آنکه روسیه شوروی ارمنستان را اشغال کرد این امر محقق نشد.در موافقت نامه ای که توسط دولت مستعفی ارمنستان و نمایندگان روسیه شوروی در ایروان امضا شد ، روسیه مرزهای ارمنستان را مانند قبل از حمله ترکیه به رسمیت شناخت. با این حال ، روسیه شوروی سرانجام در عهدنامه مسکو (۱۹۲۱) ، که در ۱۶ مارس ۱۹۲۱ امضا شد ، به خواسته های سرزمینی ترکیه تن داد.